# The Babylon Bee
The Babylon Bee é um jornal satírico conservador-cristão  norte-americano que publica artigos sobre política, religião, eventos atuais e figuras públicas. Foi fundado em 2016 por Adam Ford que atualmente gere o Not The Bee, uma versão de notícias verídicas. É considerado a par com o The Onion como o maior site satírico do mundo.

## História

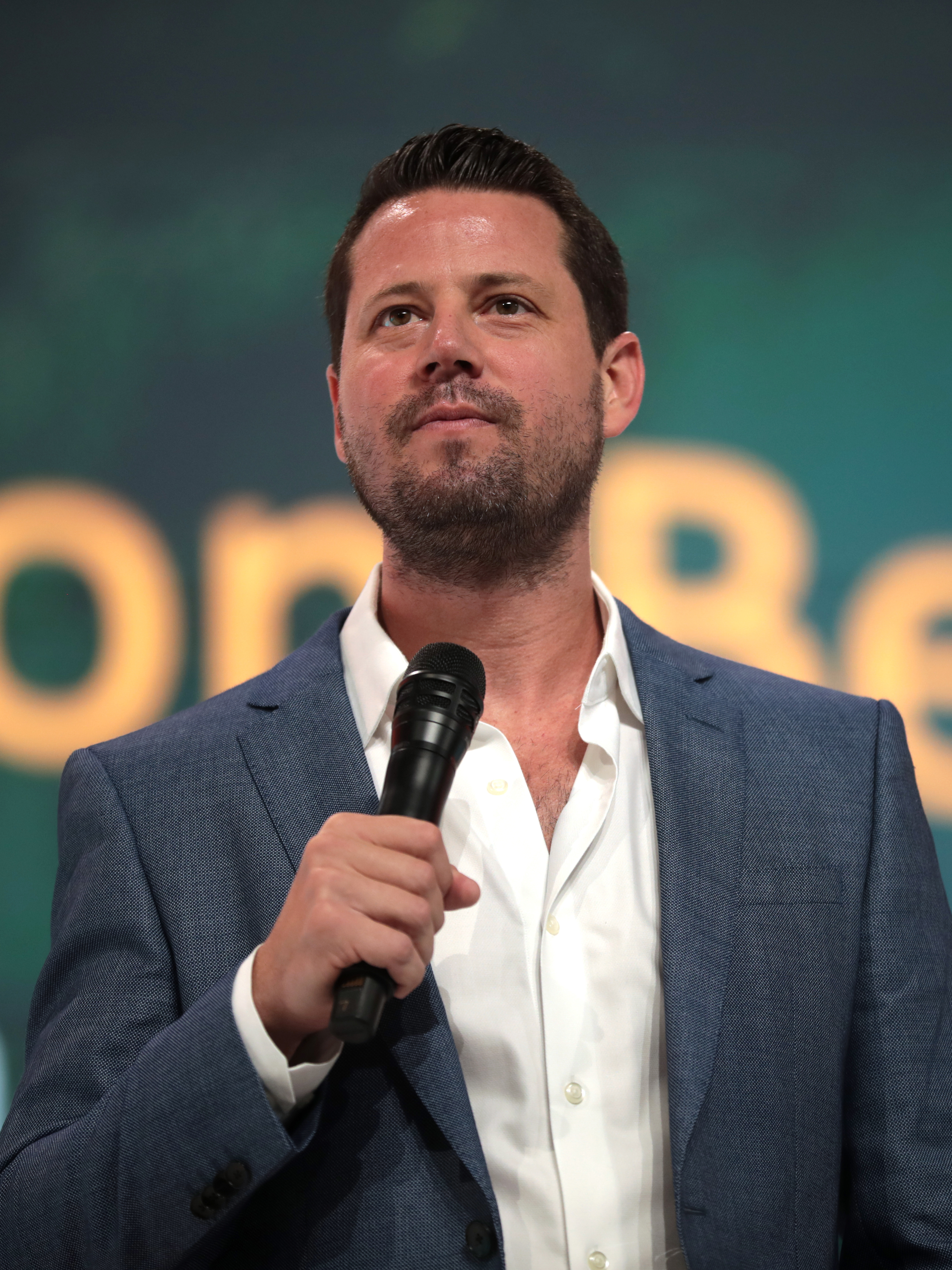
Seth Dillon, CEO do The Babylon Bee.

Fundado a 1 de março de 2016, o site destacou-se entre o público mas o verdadeiro sucesso estaria para chegar no final de 2018, quando Adam Ford vendeu o site a Seth Dillon, que Ford descreveu como "um empresário de sucesso que usa seus recursos para fins do Reino de Deus". Em um anúncio público publicado no seu site pessoal, Ford citou várias razões para a venda, incluindo o seu desconforto com o poder exercido por empresas de mídia social como o Facebook sobre os criadores e o seu viés anti-conservador e anti-cristão. Ele escreveu que "o Facebook tem o poder de matar os editores, e eles matam, não apenas com base em técnicas de publicação, mas com base na visão de mundo. Basta pensar nisso". No momento da venda do site, Kyle Mann, que era redator-chefe desde setembro de 2016, tornou-se editor-chefe. Também no momento da venda, The Babylon Bee recebeu 3 milhões de visualizações de página por mês. Dillon mais tarde descreveu a venda como "uma oportunidade emocionante de fazer algo diferente, mais impactante e divertido, e me traria um círculo completo para toda aquela sátira e escrita que eu queria fazer".

## Not The Bee
Not the Bee, distinto do The Babylon Bee, foi lançado a 1 de setembro de 2020 pelos mesmos criadores (Dan Dillon, Seth Dillon e Adam Ford), é um site não satírico que relata notícias e comentários e hospeda uma rede social.